# Maison Valette (Entraygues-sur-Truyère)
La maison Valette, parfois appelée à tort maison Vialette, est une maison située à Entraygues-sur-Truyère, en France.

## Localisation
La maison est située dans le nord du département français de l'Aveyron, dans le centre-ville  d'Entraygues-sur-Truyère, au 8 de la rue Droite.

## Historique
L'édifice est inscrit au titre des monuments historiques le 5 mars 1928 pour sa porte et ses vantaux. Le portail du XVIe siècle qui comporte deux heurtoirs, un pour les piétons et un autre plus haut pour les cavaliers, permettait d'accéder à une ancienne auberge.

## Galerie

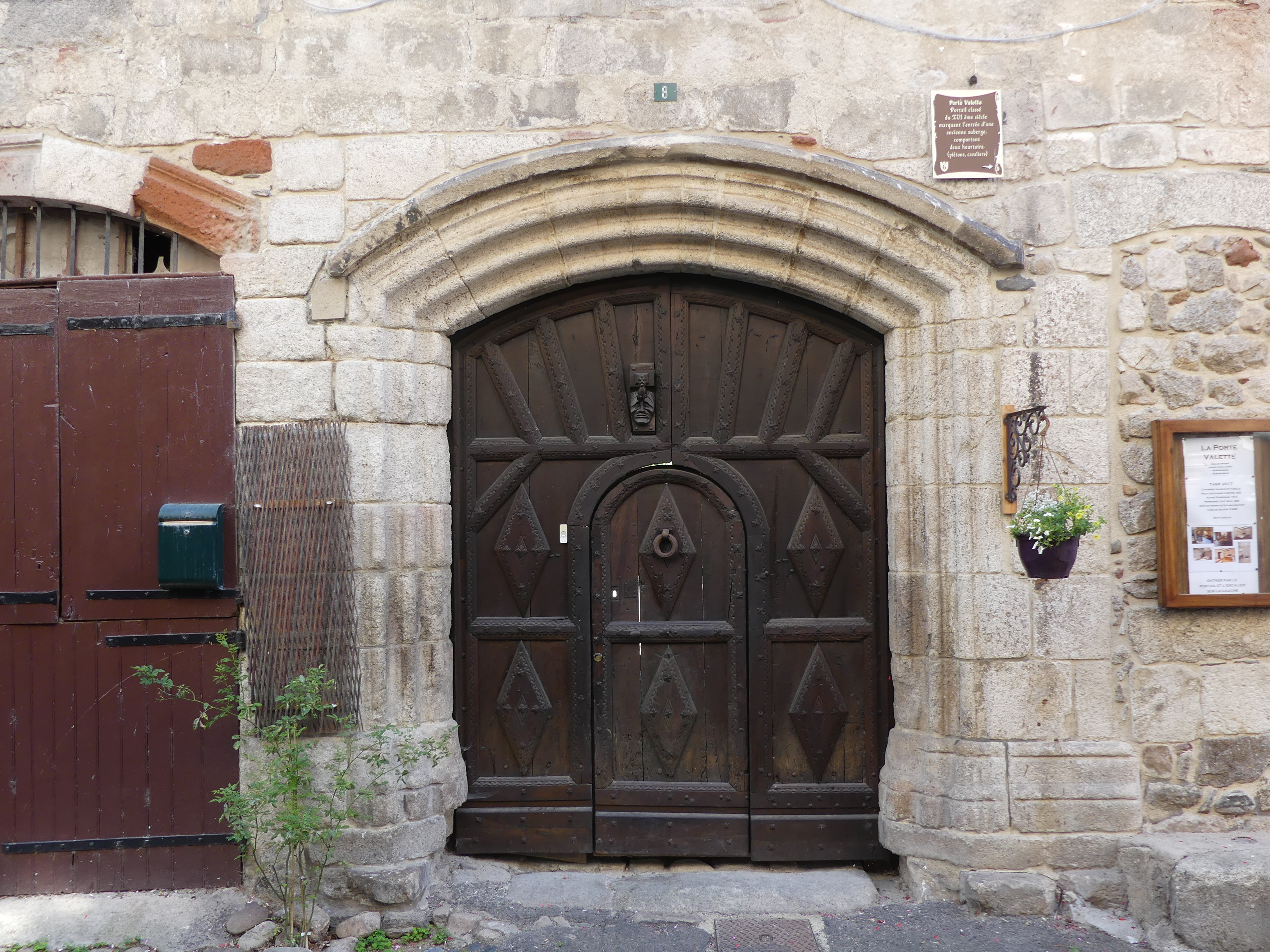
La porte.
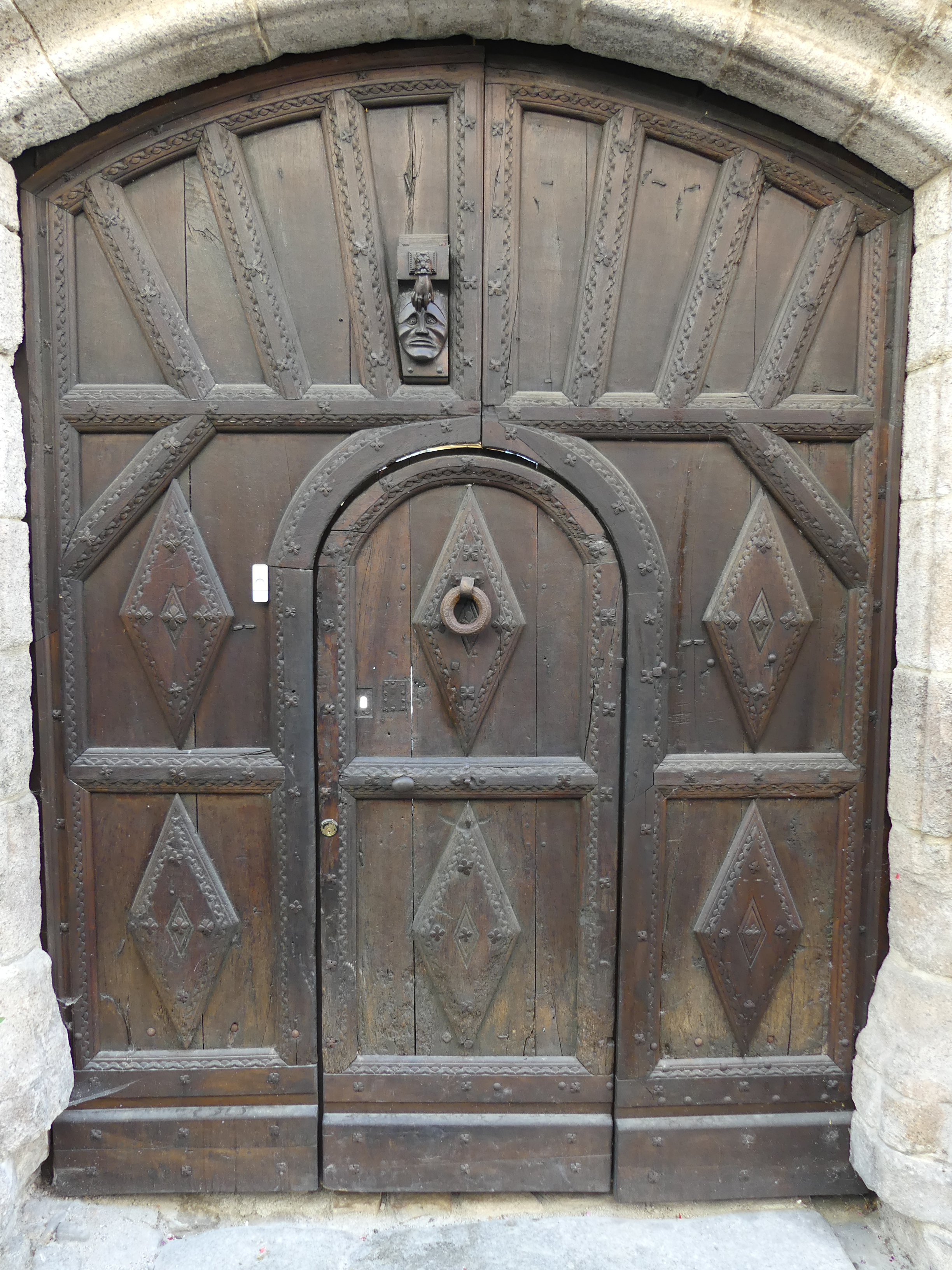
Les vantaux.
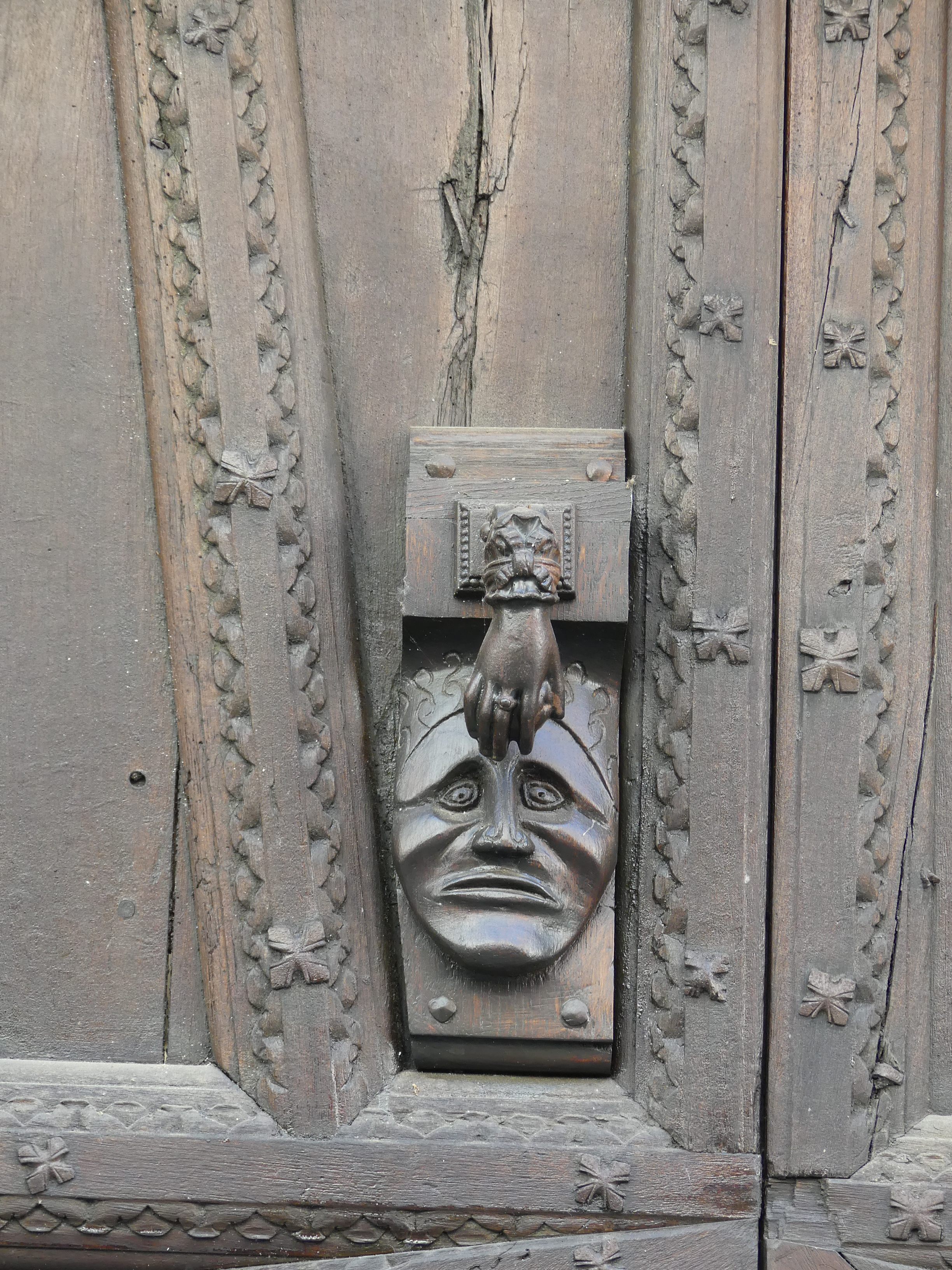
Le heurtoir haut, pour cavalier.